# Wolvesey Castle

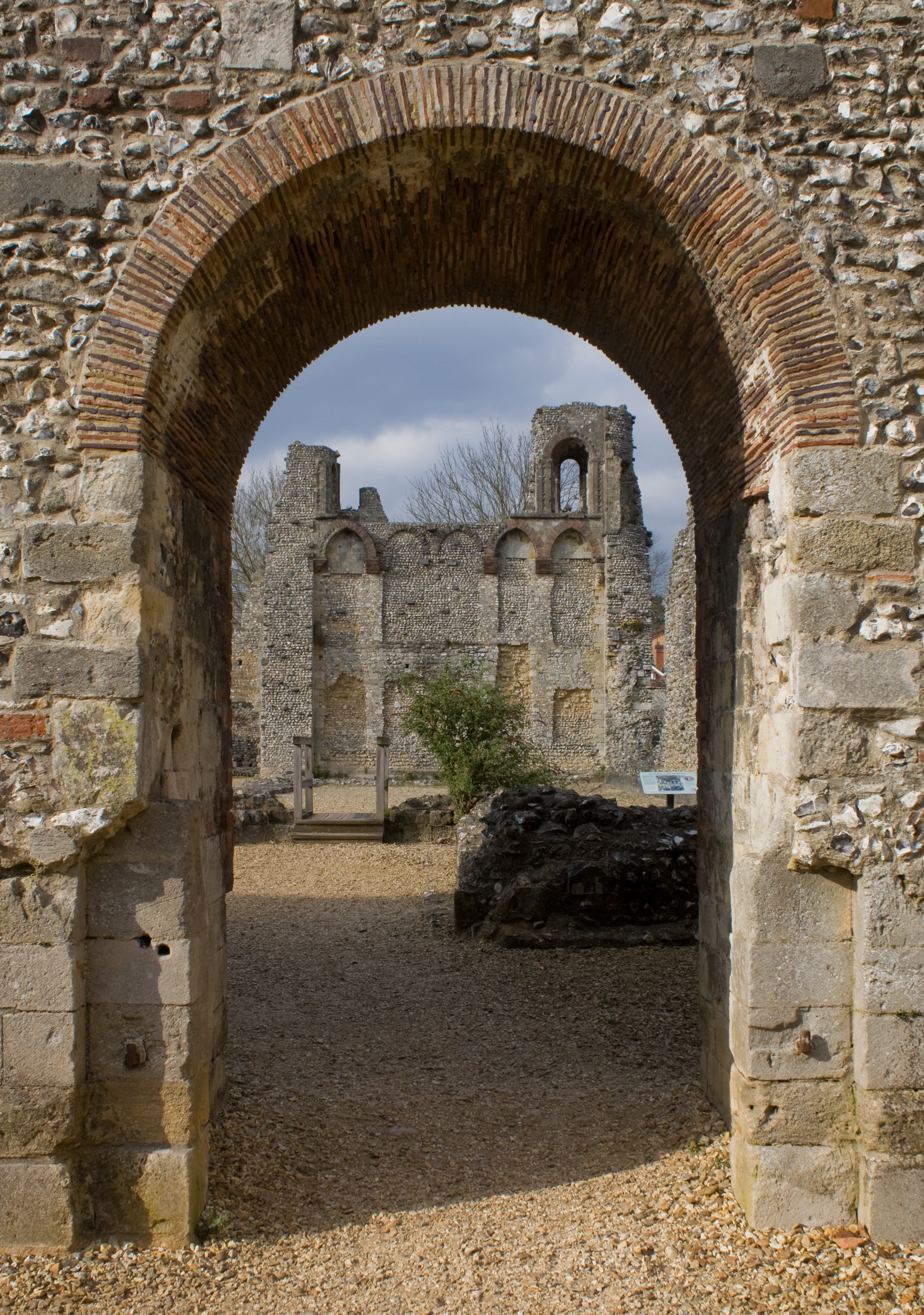
Wolvesey Castle

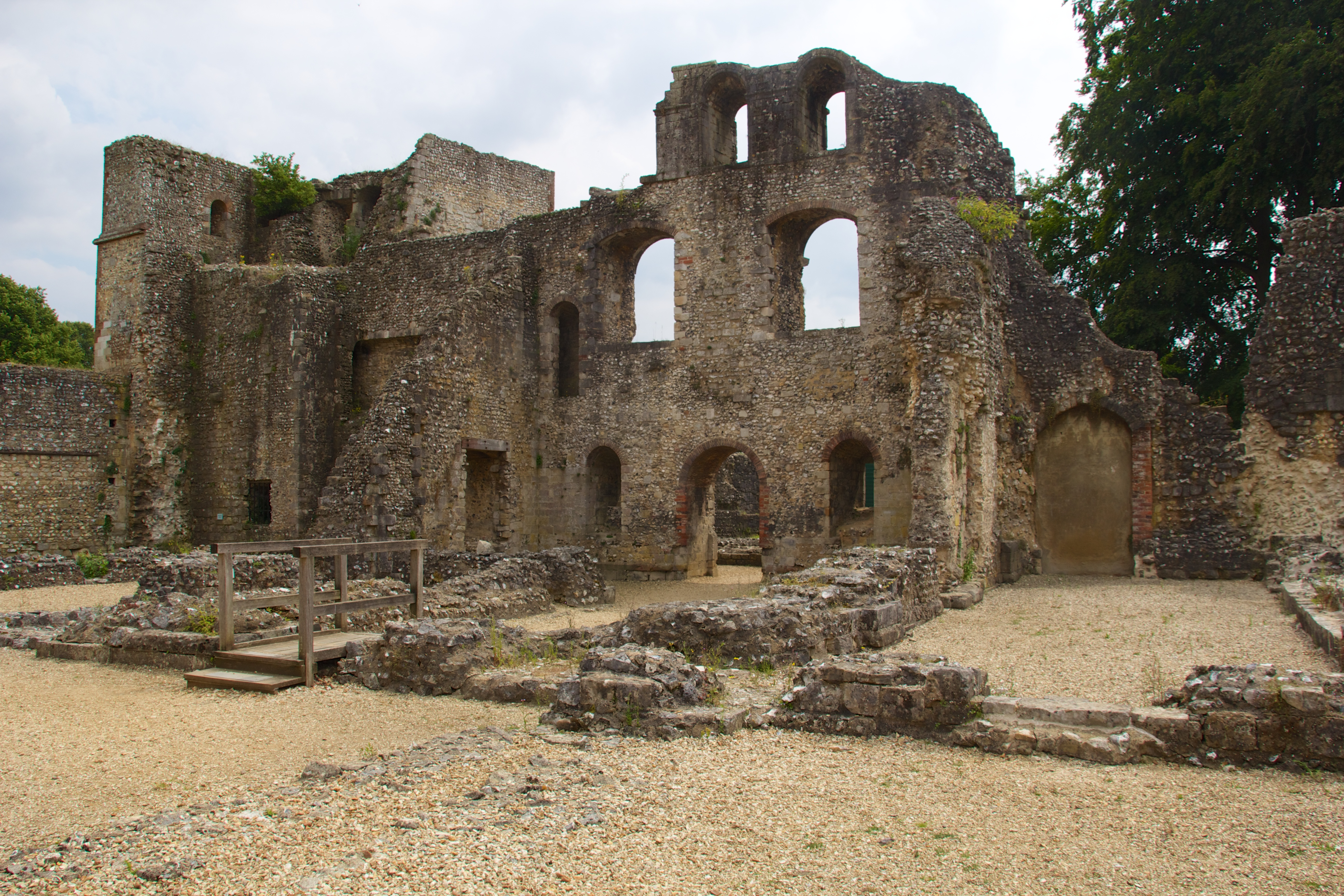
Wolvesey Castle

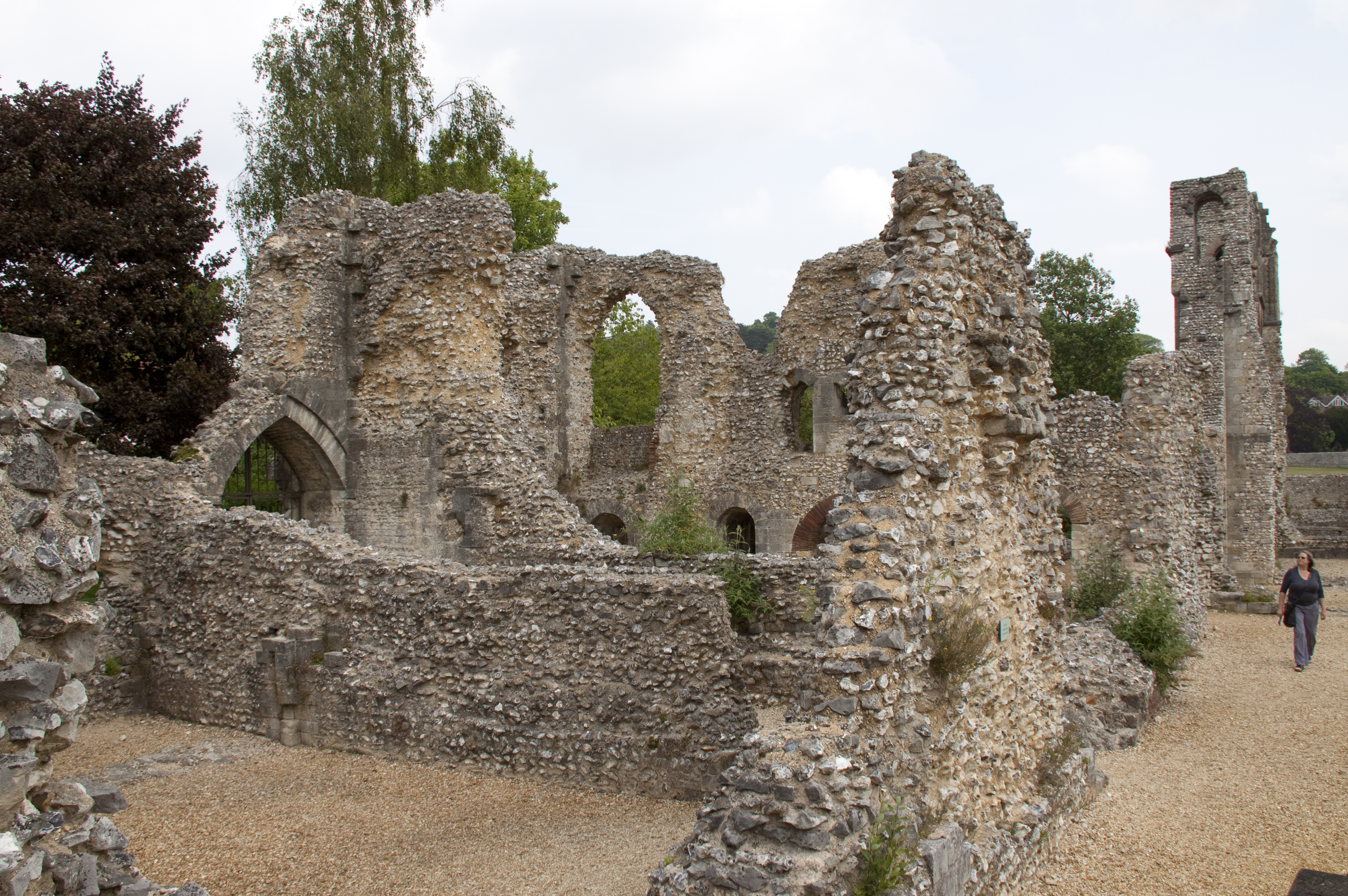
Ruinen von Wolvesey Castle

Wolvesey Castle, auch Old Bishop’s Palace genannt, ist eine Burgruine in Winchester in der englischen Grafschaft Hampshire. Sie liegt in der Nähe der Kathedrale.

## Burg
Die Burg wurde auf Geheiß des Bischofs von Winchester, Heinrich von Blois, des Bruders von König Stephan, zwischen 1130 und 1136 auf einer Insel zwischen zwei Armen des River Itchen errichtet. Dort fand auch die Schlacht von Winchester statt, in der Kaiserin Matilda 1141, während der Anarchie, die Burg angriff. Dabei wurde die Burg zum ersten und einzigen Mal belagert. Die Anhänger von Bischof Heinrich aber hielten sie für ihren König Stephan.
Die belagerten Verteidiger von Wolvesey Castle brannten mit Feuerkugeln alle Häuser der Stadt nieder, die zu nah an der Burgmauer lagen und den Angreifern Deckung boten. So wurde ein Großteil der alten Stadt Winchester zerstört. Die Truppen der Kaiserin Matilda wurden drei Wochen lang (August–September 1141) in Schach gehalten, bis Stephans Gattin, Mathilda von Boulogne, mit Verstärkung von London eintraf.
König Heinrich II. soll Wolvesey Castle nach dem Tod von Bischof Heinrich 1171 geschleift haben. Offensichtlich beinhaltete dies nicht die Zerstörung der Wohnquartiere, da viele spätere Amtsträger der Diözese Winchester dort komfortabel lebten. Allerdings wurden das Tor und das Fallgatter vermutlich entfernt und einige Breschen in die Kurtine geschlagen.
Die Burg war einst ein sehr wichtiges Gebäude; am 25. Juli 1554 fand dort der Hochzeitsempfang von Königin Maria I. von England und Philipp II. von Spanien statt. 1646, im englischen Bürgerkrieg, wurde die Burg von den Parlamentaristen zerstört.
Die Kapelle ist das einzige nennenswerte Überbleibsel der südlichen Flucht der Burg. Sie ist heute noch in Gebrauch, da sie auch an den Palast angrenzt.

## Palast
Den Palast ließ Bischof Morley 1684 an derselben Stelle nach den Plänen von Christopher Wren errichten.

## Heute
Die ausgedehnten Ruinen werden heute von English Heritage verwaltet. Seit 24. März 1950 sind sie als historisches Bauwerk I. Grades gelistet, ebenso der Palast an derselben Stelle. Ein großer Teil der Kurtine ist erhalten geblieben, aber fast alle Gebäude im Inneren der Burg existieren nicht mehr. Man kann aber noch erkennen, wo einst der Rittersaal stand, von dem ein Rundbogen und ein normannisches Fenster erhalten sind.